# Hélène Mabille
Pour les articles homonymes, voir Mabille.
Hélène Mabille (née Hélène Méléchovitz le 30 novembre 1917 à Paris et morte le 30 mars 1995 à Provins) est une résistante française, rescapée de Ravensbrück. Elle est une militante du Parti communiste et syndicale à la Confédération générale du travail unitaire (CGTU) et à la Confédération générale du travail (CGT).

## Biographie
Hélène Méléchovitz est née à Paris le 30 novembre 1917 de parents juifs émigrés. Son père, Abraham Méléchovitz, né le 20 décembre 1889, est originaire de Tulcea en Roumanie et sa mère, Dveira Debora (Dora) Blochstein, née le 16 octobre 1891 de Pologne. Ils se rencontrent à Paris en 1912 ou 1913,. Ils sont naturalisés le 2 août 1927,. Elle est l’aînée de quatre enfants dont trois filles et un garçon. La famille vit rue des Écouffes dans le 4e arrondissement. Le père est un militant actif du syndicat Confédération générale du travail unitaire (CGTU) des casquettiers de Paris.
Hélène Méléchovitz quitte l’école à l'âge de quinze ans, en juin 1932. En juillet 1932, elle travaille comme vendeuse dans une chemiserie. En 1936, elle participe à la fondation de l’Union des jeunes filles de France et en est la secrétaire. En 1937, elle adhère au Parti communiste auquel elle reste fidèle toute sa vie.

### La Résistance
De septembre 1939 à décembre 1940, Hélène Méléchovitz est responsable politique de la section du 4e arrondissement qu'elle réforme, en lien avec les Jeunesses communistes. Elle participe à la création de l’Organisation spéciale, structure clandestine de combat.
Un résistant arrêté donne son nom sous la torture, ce qui conduit à son arrestation en janvier 1941, alors qu'elle est en possession de documents relatifs au recrutement des partisans. Elle est condamnée à dix mois de prison en application de la loi du 26 septembre 1939 portant dissolution des organisations communistes et incarcérée à la Roquette. Deux mois plus tard, elle est transférée à la prison de Fresnes où on lui demande de signer le serment d’allégeance à Pétain en échange de sa liberté, ce quelle refuse. Elle est renvoyée à la Roquette, puis au camp d’Aincourt. Dans le car les conduisant à Aincourt les femmes chantent la Marseillaise et l’Internationale en l’honneur des otages fusillés au camp de Choisel la veille, le 22 octobre 1941. Cet acte de rébellion entraîne la désignation de six otages, dont elle fait partie. Elle est jugée et condamnée à dix ans d’internement pour « atteinte au moral et chants séditieux », emprisonnée successivement à La Roquette puis dans les centrales de Fresnes et de Rennes.
Le 1er mai 1944, les prisonnières de Rennes sont déportées à Ravensbrück. Hélène Méléchovitz est soumise au travail forcé dans le Kommando de Zwodau en Tchécoslovaquie, créé pour la firme Siemens.
Le camp est libéré le 30 avril 1945 par l’armée américaine. Quand Hélène Méléchovitz le quitte le 25 mai, elle ne pèse plus que 38 kg.
Hélène Méléchovitz obtient, le 2 novembre 1948, le certificat d’appartenance à la Résistance intérieure. Mais elle n'aura jamais la carte de combattant volontaire de la Résistance, malgré plusieurs demandes en 1960, 1964 et 1968. L'administration estimant qu'elle ne remplit pas les critères exigés « l’activité de l’intéressée, antérieure à la reconnaissance officielle du mouvement auquel elle est réputée appartenir, doit être contestée »,

### Le Parti communiste
À son retour de Ravensbrück, elle travaille à l’Union française d’information, une agence de presse créée pour les journaux de province nés dans la Résistance, en particulier ceux du mouvement Front national lié au Parti communiste à partir de 1948. Elle entre ensuite au secrétariat de Benoît Frachon où elle reste deux ans. Elle y est responsable de la publication Le délégué du personnel. Elle fait partie de la Commission féminine confédérale créée en 1945 et du comité de rédaction de La Revue des travailleuses de 1952 à 1955 dont elle est une animatrice assidue.
En 1949, elle épouse Jacques Mabille (1926-2000), lui aussi militant du Parti communiste. Ils ont deux enfants, Jean-Pierre et Catherine, nés en 1950 et 1953.

### Le syndicalisme
En 1954, Hélène Mabille entre au bureau puis au secrétariat de la Fédération CGTU des employés dirigée par Pierre Delon. Devenue permanente, elle parcourt la France pour syndiquer les employés du commerce, branche qui devint la première de la confédération en effectifs. Le 1er Mai 1968, elle participe à une délégation à Moscou avec, entre autres, Benoit Frachon et Jean Louis Moynot. A cette occasion, elle rencontre Nicolaï Podgorny . En mai-juin 1968, elle conduit la grève dans les grands magasins parisiens et mène les négociations au nom de sa fédération pour l’application des accords de Grenelle.
En 1969, elle est élue à la commission exécutive confédérale de la CGT où elle siège jusqu’en 1979. Elle est vice-présidente puis présidente de l’Union internationale des syndicats du commerce qui dépend de la Fédération syndicale mondiale. En 1970, elle représente la CGT aux États généraux de la femme organisés par l’hebdomadaire Elle et où elle défend son organisation contre les attaques du Mouvement de libération des femmes (MLF) qui reproche à la CGT son manque d'action en faveur des femmes.
En avril 1973, Hélène Mabille devient la Secrétaire générale de la nouvelle Fédération Commerce et services qui réunit des employés de l’alimentation et de la distribution. Elle quitte sa fonction de Secrétaire générale en 1979, à Vichy, à l’occasion du 3ème congrès de la fédération.
En 1973, elle crée avec Julien Livi, secrétaire général de la Fédération CGT de l’alimentation, l’Association pour l’information et la défense des consommateurs salariés (INDECOSA) dont elle s’occupe jusqu’en 1989.
Hélène Mabille décède le 30 mars 1995 à Provins. Elle est inhumée au cimetière de Bezalles.